# 3760 Поутанен
3760 Поутанен (3760 Poutanen) — астероїд головного поясу, відкритий 8 січня 1984 року.
Тіссеранів параметр щодо Юпітера — 3,403.